# باري ريتشاردسون (لاعب كرة قدم أمريكية)
باري ريتشاردسون (بالإنجليزية: Barry Richardson)‏ هو لاعب كرة قدم أمريكية أمريكي، ولد في 15 مايو 1986 في مونت بليستانت في الولايات المتحدة.

## وصلات خارجية
- باري ريتشاردسون على موقع مرجع كرة القدم المحترفة.كوم (الإنجليزية)